# Reinosa
Reinosa ist die größte Stadt und Verwaltungssitz der Comarca Campoo-Los Valles in der spanischen Provinz Kantabrien.

## Geografie
Die Stadt befindet sich in einer dünn besiedelten Hochregion im kantabrischen Gebirge. Reinosa befindet sich in der Nähe des Ebro-Stausees und ist von Bergen umgeben, die zum Großteil über die Baumgrenze herausragen.

## Wirtschaft
Reinosa und die umliegenden Ortschaften konzentrieren sich wirtschaftlich auf die Erzeugung von Agrar-Produkten, insbesondere von Milch und Gemüse. Entlang der Autobahn A67 gibt es ein kleines Industriegebiet, welches neben den Betrieben zur Lebensmittelproduktion vor allem durch ein Stahlwerk der brasilianischen Gerdaugruppe geprägt ist.
Der Tourismus konzentriert sich vor allem auf Bergsteiger oder Angler, die zu Tagesausflügen unterwegs sind. Es gibt kaum Hotels in der Stadt, aber dennoch eine große Anzahl an Läden und Restaurants. Die Kleinstadt ist für ihre Pfannkuchen bekannt.

## Verkehr
Reinosa liegt an der Autobahn A67, die in Torrelavega die Autobahn A8 (Oviedo – Santander) kreuzt und dort durch ein Hochtal in das Gebirge führt. Dort ist das Land zunächst so dünn besiedelt, dass nur kleine Dörfer zu sehen sind, die einige Kilometer auseinanderliegen. Reinosa liegt an der Bahnlinie Santander-Palencia und ist Endstation der S-Bahn-Linie 1 der Cercanías Santander. Diese Strecke ist zum Teil nur eingleisig ausgebaut, wodurch nur sehr wenige Züge bis Reinosa durchfahren. Dadurch gibt es täglich nur sehr wenige Zugverbindungen. Eine Fahrt nach Santander dauert knapp zwei Stunden.

## Persönlichkeiten
- Fernando Calderón Collantes (1811–1890), Politiker
- Francisco José Ventoso (* 1982), Radrennfahrer